# Takaoia
Takaoia – rodzaj kosarzy z podrzędu Laniatores i rodziny Epedanidae. Gatunkiem typowym jest Takaoia sauteri.

## Systematyka
Opisano dotąd zaledwie 3 gatunki z tego rodzaju:
- Takaoia kubotai Suzuki, 1982
- Takaoia sauteri Roewer, 1911
- Takaoia similis Roewer, 1915